# Euryproctus foveolatus
Euryproctus foveolatus là một loài tò vò trong họ Ichneumonidae.